# Kylie Wheeler
Kylie Wheeler (ur. 17 stycznia 1980 w Subaco) – australijska lekkoatletka, wieloboistka.

## Osiągnięcia
- srebro Igrzysk Wspólnoty Narodów (Manchester 2002)
- złoty medal Uniwersjady (Daegu 2003)
- sześć złotych medali mistrzostw Australii (2003–2008)

Wheeler dwukrotnie reprezentowała Australię na igrzyskach olimpijskich. W 2004 w Atenach zajęła 18. miejsce, cztery lata później w Pekinie uplasowała się na 10. pozycji (po dyskwalifikacji srebrnej medalistki Ludmyły Błonśkiej z Ukrainy).

## Rekordy życiowe
- siedmiobój lekkoatletyczny - 6369 pkt (2008)